# Euroboy
Knut Schreiner (nacido el 18 de diciembre de 1974 en Oslo, Noruega), es un guitarrisa noruego de hard rock y punk rock.
Schreiner es más conocido como Euroboy, y toca la guitarra principal en el grupo Turbonegro (también llamado como Stierkampf, Turboneger, TRBNGR).

## Biografía
Schreiner se hizo notar internacionalmente por medio del álbum Apocalypse Dudes. Bajo el nombre de Euroboy, Schreiner usualmente aparece arriba del escenario vestido de negro, vistiendo un sombrero de oficial. Su estilo musical esta fuertemente influenciado por James Williamson (músico) del grupo the Stooges desde 1971 hasta 1974. Schreiner ha confesado que Raw Power (1973) del grupo the Stooges es uno de sus discos favoritos. También está influenciado por Ace Frehley de Kiss y Angus Young de AC/DC. Schreiner es también el guitarrista y vocalista principal de su propia banda llamada Euroboys, (Llamada en sus inicios Kåre And The Cavemen). El también formó parte de la banda Black Diamond Brigade, otra banda proveniente de Noruega. 
Knut Schreiner ha producido bandas como Turbonegro, Amulet y The Lovethugs. En 2002, finalizó la construcción de su propio estudio junto a Anders Moller de Euroboys. Este se llama Crystal Canyon y está localizado en Oslo.
En marzo de 2008 se le diagnosticó linfoma de Hodgkin. Él ha dicho que es optimista respecto a su recuperación y que espera estar completamente curado cuando comience la primavera. En noviembre de 2008, Escribió en un blog que su cáncer había sido curado, y que no había rastros de cáncer en su cuerpo.
Knut además dijo que a principios del 2009, trabajaría en un nuevo disco de Turbonegro.